# El Chavo animado
El Chavo animado (también conocido como El Chavo, la serie animada o El Chavo del 8 animado) es una serie de televisión animada infantil de telecomedia producida por Televisa y Ánima Estudios. La serie estuvo al aire durante 7 temporadas, dando  inicio el 21 de octubre de 2006 y finalizando el 6 de junio de 2014. Basado en la serie de comedia de imagen real El Chavo del 8, la cual fue producida originalmente en los años 70 y 80, los episodios de El Chavo animado son versiones animadas de los episodios de la serie original con los libretos de Roberto Gómez Bolaños. Esta serie ha inspirado la creación de productos comerciales con las imágenes de los personajes, que incluyen: golosinas, juegos de mesa, y videojuegos entre otros. Fue transmitido originalmente por Canal 5, Las Estrellas, Cartoon Network y Boomerang en México de 2006 a 2014 y en Latinoamérica de 2007 a 2015.

## Descripción
Los episodios de la serie están basados en los mismos conceptos de la serie original, al igual que involucran los mismos personajes a excepción de La Chilindrina, quien solo apareció en un piloto del año 2004. Esto se debe a que Roberto Gómez Bolaños ya no poseía los derechos de autor del personaje, sino la misma actriz María Antonieta de las Nieves. En su lugar, sus papeles y sus frases más conocidas son hechas por la Popis, Ñoño o Patty, y en algunas raras ocasiones por Don Ramón, Quico y el Chavo. Hasta la fecha, muchos aficionados están solicitando que se incluyan a la Chilindrina y a Doña Nieves en la serie (ver la sección de abajo para más información).
Los episodios también contienen secuencias completamente nuevas, mostrando la imaginación de los niños. Estas secuencias a menudo se diferenciaban de la acción principal al estar encerradas en una nube de pensamiento de tira cómica y se colorea la figura imitando líneas de crayones.
El formato de animación, permitió mostrar los niños con la estatura adecuada. Anteriormente, los personajes infantiles eran representados por actores adultos, lo que daba la impresión de un personaje con formas de vestir, hablar y usar juguetes de tamaño más grande de lo normal. Además permitió presentar más de dos personajes juntos, que en la versión original podían ser interpretados por la misma persona. Así, en algunos episodios, es notoria la presencia de personajes como el Señor Barriga y Ñoño, quienes eran interpretados por un solo actor, Édgar Vivar, y de Doña Florinda y La Popis, actuadas por Florinda Meza en la serie de imágenes reales.
La primera temporada tiene 26 capítulos basados en la serie original. Dichos episodios fueron producidos por Ánima Estudios en la Ciudad de México. En las temporadas siguientes se han creado historias originales, incluyendo algunas que habrían sido imposibles de recrear en la serie original. Solo se tiene un piloto del año 2001, que fue producido por Animex Producciones y doblado por Candiani Dubbing Studios.

## Antecedentes
Antes de su creación en 2006, ya se había producido anteriormente un piloto para una posible serie animada del Chavo del 8 por Animex. Sin embargo, fue rechazada a favor de la producción de Anima.
El personaje de La Chilindrina solo apareció en el piloto de la serie de Animex. La mayor razón es que María Antonieta de las Nieves (actriz original) era la que tenía los derechos de autor, si bien luego confirmaría en varias entrevistas que Chespirito tenía el derecho de usar a su personaje con libertad en todos sus proyectos (incluido El Chavo animado). Por otra parte, Doña Nieves aparece en escenas imaginarias de la serie animada (principalmente cuando el Chavo habla de ella antes de que Don Ramón le de un coscorrón). También hace un cameo en el episodio 71 "El ataque de los insectos" (episodio 19 de la tercera temporada, en una foto donde aparece con vestido y anteojos rosados), mismo que fue emitido el 31 de diciembre de 2009.

## Episodios
| N.º de temporadas | N.º de temporadas | N.º de episodios | Estreno original      | Estreno original        |
| N.º de temporadas | N.º de temporadas | N.º de episodios | Inicio de temporada   | Final de temporada      |
| ----------------- | ----------------- | ---------------- | --------------------- | ----------------------- |
|                   | 1                 | 26               | 21 de octubre de 2006 | 24 de mayo de 2007      |
|                   | 2                 | 26               | 25 de octubre de 2007 | 11 de abril de 2008     |
|                   | 3                 | 26               | 30 de abril de 2009   | 18 de febrero de 2010   |
|                   | 4                 | 22               | 26 de agosto de 2010  | 2 de junio de 2011      |
|                   | 5                 | 15               | 27 de abril de 2012   | 21 de diciembre de 2012 |
|                   | 6                 | 13               | 30 de abril de 2013   | 14 de agosto de 2013    |
|                   | 7                 | 7                | 25 de abril de 2014   | 6 de junio de 2014      |

## Críticas
Según el comediante Carlos Villagrán (actor de Quico en la serie original) la serie deshumaniza a los personajes, en una entrevista mencionó: 

«Ahora el Chavo sale de la vecindad e incluso viaja hasta Saturno.»
Carlos Villagrán

Asimismo Édgar Vivar (El Señor Barriga y Ñoño) aseguró en una entrevista, que la serie que se hizo con base en El Chavo del ocho tuvo un afán «mercantilista», para ganarse al público infantil.

## Reparto
La serie fue grabada en el estudio Dubbing House. Mario Castañeda y Marina Huerta, dirigieron el doblaje de la serie. Uno de sus actores de doblaje más utilizados ha sido Enrique Horiuchi.
Para todas las voces nuevas, Roberto Gómez Bolaños, creador de la serie original, debía aprobar a los nuevos actores de voz. El casting fue extenso para cada personaje, especialmente para los personajes principales, los cuales eran cuyas voces tenían que ser clonadas lo mejor posible. Se rumorea que la voz del Profesor Jirafales sería la de Castañeda para la 6.ª temporada:

### Reparto principal
| Personaje          | Actor de voz       | Temporada                 |
| ------------------ | ------------------ | ------------------------- |
| El Chavo           | Jesús Guzmán       | 1.ª-7.ª                   |
| Godínez            | Jesús Guzmán       | 1.ª-7.ª                   |
| Quico              | Sebastián Llapur   | 1.ª-7.ª                   |
| Don Ramón          | Mario Castañeda    | 1.ª-7.ª                   |
| Ñoño               | Mario Castañeda    | 1.ª-7.ª                   |
| Doña Florinda      | Erica Edwards      | 1.ª-7.ª                   |
| La Popis           | Erica Edwards      | 1.ª-7.ª                   |
| Profesor Jirafales | Juan Carlos Tinoco | 1.ª-2.ª                   |
| Profesor Jirafales | Sebastián Llapur   | 1.ª (ep. 9)               |
| Profesor Jirafales | Moisés Suárez      | 3.ª-7.ª                   |
| Profesor Jirafales | Mauricio Roldán    | 3.ª (niño en un episodio) |
| Doña Clotilde      | Erika Mireles      | 1.ª-7.ª                   |
| Doña Clotilde      | Gabriela Guzmán    | 2.ª (ep.29)               |
| Señor Barriga      | Víctor Delgado     | 1.ª-5.ª (hasta ep. 109)   |
| Señor Barriga      | Sebastián Llapur   | 5.ª-7.ª (desde ep. 110)   |
| Paty               | Maggie Vera        | 1.ª-7.ª                   |
| Paty               | Dulce Guerrero     | 4.ª (ep. 80)              |
| Jaimito el Cartero | Leonardo García    | 1.ª-6.ª (hasta ep. 121)   |
| Jaimito el Cartero | Héctor Miranda     | 6.ª-7.ª (desde ep. 122)   |
| Gloria             | Julieta Rivera     | 1.ª-7.ª                   |
| Gloria             | Gabriela Guzmán    | 6.ª (eps. 123 y 124)      |

### Reparto secundario
| Personaje                                                                              | Actor de voz                                     | Temporada                          |
| -------------------------------------------------------------------------------------- | ------------------------------------------------ | ---------------------------------- |
| Anciano Científico                                                                     | Enrique Horiuchi                                 | 3.ª-7.ª                            |
| Fito Fuerte                                                                            | Enrique Horiuchi Sebastián Llapur                | 3.ª (ep. 66) 4.ª-7.ª 4.ª (ep. 92)  |
| Justiciero Enmascarado (Participación especial) (Identidad y voz imitada de Don Ramón) | Mario Castañeda Sebastián Llapur Leonardo García | 2.ª (ep. 28) 3.ª-7.ª 4.ª (ep. 100) |
| Pánfilo                                                                                | Marina Huerta                                    | 2.ª-4.ª                            |
| Madre de Pánfilo                                                                       | Marina Huerta Maggie Vera                        | 2.ª 4.ª-7.ª                        |
| Ruperto Desobligado (Padre de Pánfilo)                                                 | Jorge Ornelas Mario Castañeda                    | 2.ª 4.ª-7.ª                        |
| Heladero                                                                               | Jorge Ornelas                                    | 2.ª-3.ª                            |
| Rubia Margot (Cameo)                                                                   | Toni Rodríguez Marina Huerta Claudia Contreras   | 3.ª (ep. 56) 3.ª-4.ª 5.ª-7.ª       |
| Policía Largirucho                                                                     | Enrique Horiuchi Mario Castañeda                 | 2.ª-7.ª 4.ª (ep. 95)               |
| Transon Rosado                                                                         | Alec Baldwin                                     | 4.ª (ep. 95) 6.ª (ep. 122)         |
| Furioso Desesperado                                                                    | Leonardo García Enrique Horiuchi                 | 2.ª (ep. 28) 3.ª-7.ª               |
| Reportera                                                                              | Julieta Rivera                                   | 1.ª-3.ª (eps. 1-63)                |
| Reportera                                                                              | Gabriela Guzmán                                  | 3.ª-7.ª (eps. 64-135)              |
| Señor Hurtado                                                                          | Roberto Mendiola                                 |                                    |
| Dr. Alfonso Morales (Participación Especial)                                           | Dr. Alfonso Morales                              |                                    |

### doblaje en Inglés
- Mona Marshall como Chavo, Miss Pinster (La bruja del 71)
- Doug Erholtz como Quico, Sr. Raymond, Capitán Hopper
- Kate Higgins como Sra. Worthmore, Gordon, Phoebe
- Erin Fitzgerald como Gordon, Phoebe
- Yuri Lowenthal como Junior
- Tara Platt como Gloria, Patty
- Bob Buchholz como el profesor Girafalde
- Dave Mallow como el Sr. Beliarge, Manny el cartero, el Sr. Crookley

## Doblaje al inglés
La serie fue doblada al inglés y emitida en el servicio de vídeo bajo demanda de Kabillion, con algunos cambios. Se modificaron la canción principal y la mayoría de los nombres de los personajes, pero la canción original se puede escuchar durante los créditos de casi todos los episodios. La cocina española se americanizó y el escenario pasó de ser México a Nueva York. Los títulos de los episodios se cambiaron a inglés idiomático, aunque solo se emitieron dos temporadas en Estados Unidos.

### Nombres estadounidenses
El Chavo, Gloria y Quico son los únicos personajes cuyos nombres nunca se han americanizado ni cambiado. Aunque el nombre de Paty suena igual, la versión estadounidense añade otra «t» al nombre.
- Don Ramón – Sr. Raymond
- Doña Florinda – Sra. Worthmore
- Profesor Jirafales – Profesor Girafalde
- Doña Cleotilde, La bruja del 71 – Srta. Pinster, La bruja del 71
- Señor Barriga – Sr. Beliarge
- Jaimito el cartero – Manny el cartero
- La Popis – Phoebe
- Ñoño – Junior
- Godínez – Gordon
- Paty – Patty
- El Chapulín Colorado – Captain Hopper
- Señor Hurtado – Sr. Crookley
- Serafina – Stephanie
- El Justiciero Enmascarado – El cruzado enmascarado secreto
- La Rubia Margot – Margot Rubia
- Pánfilo – El Bebé
- Vicente/Chente – Chova
- Rufino Malacara – Ruffino Meanface

## Spin-offsy mercancías
Televisa ha lanzado 6 episodios de El Chavo en México en 2007. En Brasil, las mismas colecciones son liberados por Universal Video Entertainment en 2008 bajo el título Chaves em Desenho Animado. En 2004 se pusieron en marcha los muñecos en México que representan a Quico, La Popis, Don Ramón, Doña Florinda y El Profesor Jirafales. En 2006, McDonald's y Bimbo Productos lanzaron otros seis muñecos. Hay un videojuego de Nintendo DS (que nunca se lanzó en la consola) que se puso en marcha en México, como "El Chavo Animado: El videojuego ". Se lanzó un CD con la banda sonora de El Teatro del Chavo Animado en México, con canciones basadas en la serie original y del El Chapulín Colorado también.
También se estrenó un espectáculo basado en la serie animada, con actores en trajes de cuerpo completo con máscaras, y una banda sonora de música basada en versiones actualizadas de las canciones utilizadas en el show en vivo, esta ha realizado giras por varias ciudades de México.
Un juego de Facebook fue lanzado en marzo de 2012 llamado La Vecindad del Chavo, donde el jugador diseña sus propias misiones como un chico de la vecindad y comparte con los otros personajes de la Vecindad con el fin de aumentar la amistad con ellos y también se une a ellos en acciones como la limpieza de la zona, jugar algunos juegos en las proximidades o dentro de la imaginación de los niños. El juego fue desarrollado por Playful Play Studios en Monterrey, México.

### Videojuegos
Existen y existieron múltiples mini-videojuegos del Chavo Animado lanzados para dispositivos móviles en México desde finales de los 2000s.
El 11 de marzo de 2012, salió el videojuego La Vecindad del Chavo para Facebook. Y fue retirado el 5 de agosto de 2014.
Durante el año 2011; se especuló el rumor de qué la compañía "Slang Publising" estaría trabajando en un juego para la videoconsola portátil Nintendo DS de la misma Nintendo, se supo que el juego solo llegó a fase beta, pero fue descartado y posteriormente transferido a otra consola de la misma compañía. Un año después; debuta el videojuego basado en la serie que estrenó el 24 de abril de 2012 para la Wii con el mismo nombre de El Chavo, parte como un juego en el que los usuarios pueden jugar a algunos juegos mexicanos con el fin de ganar puntos (en otras palabras, similar al clásico Mario Party). El juego fue desarrollado por Kaxan Media Group, Slang Publishing y Televisa Home Entertainment. Solo estuvo disponible en México y Brasil. A mediados del 2014 salió una versión móvil paga para Android en toda Latinoamérica.
En 2014, otro juego llamado El Chavo Kart fue lanzado para múltiples plataformas, como Xbox 360 y PlayStation 3 desarrollado por Efecto Studio, Slang Publishing y Televisa Home Entertainment. Como en el juego anterior, se basa también en la serie de dibujos animados y su modo de juego se basa libremente en la serie Mario Kart. En abril de 2015, se lanza una versión móvil del mismo juego como exclusiva para dispositivos Samsung (sistema android) para toda Latinoamérica, fue desarrollado por Kokonut Studio y Slang Publishing y está disponible en español, inglés y portugués.
Para principios de 2018 las versiones móviles de los videojuegos fueron retiradas.

## Sucesora
Presentada por primera vez en Los Ángeles y luego en MIPCOM en Cannes, se está desarrollando una nueva adaptación en serie animada por computadora de El Chavo del 8. Será producido por THR3 Media Group. Contará con el regreso de La Chilindrina, personaje ausente en la serie animada anterior.

## Premios y nominaciones
| Año  | Premio                       | Categoría              | Resultado |
| ---- | ---------------------------- | ---------------------- | --------- |
| 2007 | BKN Awards                   | Dibujo Animado + BKN   | Nominado  |
| 2007 | Premios Bravo                | Mejor dibujado animado | Ganador   |
| 2011 | Kids Choice Awards México    | Caricatura Favorita    | Nominado  |
| 2011 | Kids Choice Awards Argentina | Caricatura Favorita    | Nominado  |